# Maha Ali
Maha Ali (en árabe: مها علي; Amán, 17 de mayo de 1973) es una ingeniera industrial y política jordana, que se desempeñó como ministra de industria, comercio y abastecimiento de su país entre 2015 y 2016.

## Biografía

### Primeros años
Nació en Amán en 1973. Su padre es médico y general retirado de las Fuerzas Armadas de Jordania. Ella es trilingüe y habla árabe, inglés y francés. Tiene un Bachelor of Science en ingeniería industrial de la Universidad de Jordania, un diploma de política comercial de la OMC en Suiza y una Maestría en Administración de Negocios de la Universidad Germano-Jordana.

### Carrera política
Comenzó su carrera política en 1998. Desde agosto de 1998 hasta febrero de 2001, fue investigadora en la Organización Mundial del Comercio. Posteriormente, fue asignada como Jefa de Comercio en la Sección de Servicios del Departamento de Política de Comercio Exterior hasta abril de 2002. Entre abril de 2002 y abril de 2003, fue asignada como asesora económica adjunta en la misión permanente de Jordania ante las Naciones Unidas. En octubre de 2003 asumió el cargo de directora del Departamento de Política de Comercio Exterior hasta 2010, cuando se convirtió en Secretaria General (viceministra) del ministerio.
Durante su mandato como Secretaria General, encabezó las negociaciones sobre la adhesión de Jordania a la OMC y fue la jefa de la delegación de Jordania sobre la adhesión de su país a la OCDE. También ha desempeñado un papel clave durante reuniones con los socios comerciales de Jordania. Además, dirigió el trabajo sobre los acuerdos de libre comercio con los Estados Unidos, Singapur, Canadá y Turquía.
Fue miembro de la junta directiva de varias instituciones gubernamentales, incluidas Jordan Enterprise Development Corporation, Jordan Investment Board y Jordan Development Zones Company antes de ser nombrada ministra.
El 2 de marzo de 2015, tras una reorganización del gabinete del primer ministro Abdullah Ensour fue nombrada como Ministra de Industria, Comercio y Abastecimiento, siendo una de las cinco mujeres del segundo gabinete de Ensour.

### Carrera docente
Al retirarse del servicio público, trabaja como profesora industrial en la Escuela de Administración y Ciencias Logísticas de la Universidad Germano-Jordana. Sus intereses de investigación incluyen el comercio internacional y los negocios internacionales.

## Reconocimientos
Fue clasificada como la octava mujer árabe más poderosa en el gobierno por la revista Forbes en 2015 y ha recibido varias medallas reales del rey Abdalá II de Jordania por su eficacia en el servicio civil, incluida la Orden de la Independencia en tercera clase.
En 2016, recibió el premio del gobernador general por parte del gobernador general de Canadá, David Johnston, por los esfuerzos realizados para fortalecer el comercio entre Jordania y Canadá.